# Disco de Hielo
El Disco de Hielo (Frozen Record) es una creación de la artista austriaca Claudia Märzendorfer. Es un disco de agua congelada/hielo que se puede reproducir en un tocadiscos.
El registro de hielo se desarrolló a partir del trabajo continuo de Maerzendorfer en esculturas de hielo, que han representado un hilo esencial de su trabajo desde 1996 y se basan en el conocimiento interdisciplinario y su experiencia. El objeto escultórico se funde en moldes negativos, que luego se llenan de agua y se congelan. Este procedimiento es análogo al revelado de una película fotográfica analógica.
Debido a la fugacidad de los objetos frágiles, el tiempo se incluye en el período de exhibición/la actuación de manera dramática, en el caso del registro de hielo, no solo visual sino también acústicamente. La naturaleza del proceso de un registro de hielo se vuelve perceptible a través de su fusión.
Como "escultura de sonido", representa una combinación perfecta de trabajo escultórico y musical para Maerzendorfer. La calidad de sonido única ha inspirado a muchos músicos y compositores a crear obras especialmente creadas para él.

## Actuaciones
El estreno mundial del disco de hielo tuvo lugar en 2005 bajo el título "Mucho ruido sobre nada" en la Kunsthalle Wien, en cooperación con Claudia Märzendorfers y la formación electroacústica thilges (Gammon, Nik Hummer, Armin Steiner). Se escuchó su composición para Trautonium, que originalmente fue grabada para el escenario de una obra de teatro de Samuel Beckett.
Con Hummer como socio de cooperación, siguieron actuaciones en el Kunstraum Innsbruck (festival de viajes frescos, 2005), en Berlín bajo el título "registro congelado" (Tesla, 2006) en Viena para "Mozart modernista" en el año de Mozart con 20 músicos y compositores vieneses (Old Customs Office Vienna, 2006) y en La Haya (Todaysart Festival 2007).
Desde 2007, Maerzendorfer actuó en el país y en el extranjero, p. en Hellerau (Centro Europeo de las Artes, 2019) y en Wien Modern (2020/2021).